# 独立自動車化狙撃旅団 (ロシア陸軍)
独立自動車化狙撃旅団（どくりつじどうしゃかそげきりょだん、отдельная мотострелковая бригада；略称омсбр）は、ロシア陸軍の基本的な展開部隊である。自動車化狙撃兵（機械化歩兵）を3個大隊、自走榴弾砲大隊を2個大隊、戦車大隊を1個大隊、その他いくつかの戦闘支援/後方支援部隊（大隊から小隊規模）を保有する諸兵科連合部隊であり、兵力は約4,000人。通常、指揮官は少将である。

## 概要
ソビエト連邦の崩壊後のロシア陸軍も基本的にソ連陸軍の編制を踏襲していたが、2007年にアナトーリー・セルジュコフが国防相に就任すると、即応性の改善と組織・人員の合理化などを主眼とする大規模な改編が行われた。この一環として基本作戦単位が師団から旅団に変更されることになり、2009年中に、千島列島に駐屯する第18機関銃・砲兵師団を除く全ての師団が解体された。
従来の師団編制では連隊戦闘団や大隊戦闘団などを編成して戦闘に臨むことが想定されていたが、南オセチア紛争やチェチェン紛争の経験から、当時のロシア陸軍師団では、実際には各連隊で1個の大隊戦闘団を編成するのがせいぜいであることが判明していた。このことから、規模は連隊並みだが完結した戦闘団として機能する旅団を基本作戦単位とすることで、実質的な戦闘能力は維持しつつ組織の合理化を図るものであった。定数約4,000名の新型旅団84個が編成されたが、このうち装甲部隊を中心とする戦車旅団（重旅団）は4個のみで、装輪装甲車で移動する自動車化狙撃旅団（中旅団）や軽装備の山岳旅団（軽旅団）が主体となっており、大規模戦争型から小規模紛争対処型へのシフトが鮮明となった。
ただし師団から旅団への改編によって大きく兵力を減じたにもかかわらず、担当すべき戦線の幅は師団時代と変わらず20キロメートルとされており、戦力不足が指摘されていた。また旅団化による戦略機動力の向上が期待されていたが、実際には重装備は鉄道で輸送しなければならないため師団時代と大差がなく、またアメリカ陸軍の旅団戦闘団の高い機動力の背景にあるような強力な兵站支援能力も欠いていることも指摘されるなど、旅団化改編には多くの問題が指摘されていた。このため、2012年にセルジュコフ国防相が更迭されると、2013年に第2親衛自動車化狙撃師団および第4親衛戦車師団が復活したのを端緒として、一部で師団編制も復活した。

## 編制
2008年12月にロシア連邦軍参謀総長により承認された定員表では、輸送手段に応じて、以下の3タイプの自動車化狙撃旅団が規定された。
1. 定員表第5/50号：BMP装備
2. 定員表第5/55号：BTR装備
3. 定員表第5/60号：MT-LBV装備

### 組織構成
- 旅団司令部

- 自動車化狙撃大隊 x3
- 狙撃手小隊
- 戦車大隊
- 自走榴弾砲大隊 x2
- ロケット砲大隊
- 対戦車砲大隊
- 高射ミサイル大隊
- 高射ミサイル・砲兵大隊
- 偵察中隊
- 工兵大隊
- 放射線・化学・生物学防護中隊
- 通信大隊
- 電波電子戦中隊
- 統制・砲兵偵察中隊

- 統制・電波探知偵察小隊
- 統制小隊
- 修理・復旧大隊
- 物資保障大隊
- 警備中隊
- 衛生中隊
- 新聞編集部
- 印刷所
- 軍楽隊
- クラブ
- 教官小隊
- トレーナー小隊
- 演習場

### 人員
- 少将: 1名
- 大佐: 5名
- 中佐: 29名
- 少佐: 43名
- 大尉: 68名
- 上級中尉: 181名
- 下士官: 1,005名
- 兵: 3,061名
- 被教育者: 10名
- 計: 4,394名

### 装備
以下は、MT-LBV型大隊の装備。

#### 主要装備
指揮統制
- 統制所PU-12M（9S482M） x1
- 偵察・統制所PPRU-1M x1
- 指揮所9S912 x8
- 指揮・幕僚車R-142TO x2
- 指揮・幕僚車R-142NMR x6
- 指揮・幕僚車R-149BMRG x10
- 指揮・幕僚車R-149BMR x9
- 指揮・幕僚車R-142T x1

高射砲兵
- 9A331 短SAM発射機 x12
- 2S6M1自走式対空砲 x6
- 9A35M3 近SAM発射機 x2
- 9A34M3 近SAM発射機 x4
- 9P516-1 携SAM発射機 x36
- 9S18M1 監視レーダー x1

野戦砲兵
- 1V12M 野戦砲兵射撃指揮装置 x2
- 1V17 野戦砲兵射撃指揮装置 x1
- 1L219「ズーパルク」野戦砲兵レーダー射撃指揮装置 x1
- BM-21-1自走ロケット砲 x18
- 2S19ムスタ-S 152mm自走榴弾砲 x36
- 2S12 120mm 迫撃砲 x24
- 2S25スプルート-SD 125mm対戦車自走砲 x6 - 開発中止されており、変更が予想される。
- PRP-4M 砲兵観測車 x5

歩兵
- 9P162 自走対戦車ミサイル発射機 x24
- 9P151 対戦車ミサイル発射機 x27
- AGS-17 30mm自動擲弾筒 x18

戦車・装甲車
- 中戦車 x40
- T-72BK戦車 x1
- 装輪式装甲輸送車 x5
- BRDM-2M偵察車 x4
- BREM-1装甲回収車 x6

工兵
- IRM工兵偵察車 x1
- IMR-3M戦闘工兵車 x2
- PP-91自走浮橋 x1
- PTS-2浮航輸送車 x7
- GMZ-3ブルドーザー x3
- 塹壕掘削車BTM-4M x2
- 塹壕掘削車MDK-3 x2

電子戦・通信
- 電波探知局35N6 x2
- 無線局R-166 x1
- 無線局R-166-0 x5
- 衛星通信局R-441-О x1
- 局R-381T2 x3
- 局R-381Т3 x1
- 電波妨害局R-378B x2
- 電波妨害局R-330B x4
- RKhM-6 電波探知車両 x3

その他
- RPOロケットランチャー x180
- BMO-T重装甲兵員輸送車 x3

#### 自動車装備
- 自動車 x752
  - 軽自動車 x2
  - 貨物車 x315
  - 特殊車両（汎用） x12
  - 特殊車両（兵科・兵種） x423
- 兵器牽引、兵員・貨物輸送、兵器・機材組み立て用の装軌式輸送・牽引車 x204
- 兵器・機材牽引、兵器・機材組み立て用の装軌式輸送・牽引車 x33
- 機材牽引、組み立て用のトラクター x1
- 輸送連結車 x143

#### 動物
- 警備犬 x16
- 地雷捜索犬 x12